# GeckoLinux
GeckoLinux — дистрибутив Linux на базе openSUSE. Дистрибутив распространяется в двух редакциях: Static, которая основывается на openSUSE Leap, и Rolling, которая основывается на openSUSE Tumbleweed.

## Возможности
ISO-образ GeckoLinux основывается на образе openSUSE, и их размер составляет около 1 ГБ. Дистрибутив имеет издания с разной графической оболочкой, установленными программами с открытым исходным кодом, и проприетарным программным обеспечением или драйвером, которое может нормально работать в GeckoLinux. В репозиториях есть рендеринг шрифтов с открытым исходным кодом, предустановленный TLP для управления питанием и программное обеспечение с открытым исходным кодом.

## Отличия от openSUSE
GeckoLinux имеет офлайн-установщик Live-USB/DVD для изданий Static и Rolling. Операционная система имеет издания с разными графическими оболочками, имеет предустановленные программы, например проприетарные драйверы, загружает пакеты приложений из репозитория Packman. Немного конфигурированный дистрибутив, не предлагает установку некоторых дополнительных пакетов после установки системы, и программы рабочего стола могут быть удалены с данными и со всеми его зависимостями.

## История версий

### Static
| Версия     | Дата       | Версия ядра |
| ---------- | ---------- | ----------- |
| 421.160527 | 27.05.2016 | Неизвестно. |
| 421.160601 | 01.06.2016 | Неизвестно. |
| 421.160605 | 06.06.2016 | Неизвестно. |
| 421.160627 | 27.06.2016 | Неизвестно. |
| 421.161103 | 05.11.2016 | Неизвестно. |
| 422.161213 | 16.12.2016 | 4.4.36      |
| 422.161228 | 30.12.2016 | 4.4.36      |
| 422.170124 | 25.01.2017 | 4.4.36      |
| 422.170205 | 06.02.2017 | 4.4.36      |
| 422.170215 | 16.02.2017 | 4.4.36      |
| 422.170302 | 03.03.2017 | 4.4.36      |
| 422.170303 | 04.03.2017 | 4.4.36      |
| 423.171028 | 29.10.2017 | 4.4.104     |
| 423.180105 | 06.01.2018 | 4.4.104     |
| 423.180107 | 08.01.2018 | 4.4.104     |
| 150.180607 | 07.06.2018 | 4.12.14     |

### Rolling
| Версия     | Дата       | Версия ядра |
| ---------- | ---------- | ----------- |
| 999.160614 | 16.06.2016 | Неизвестно  |
| 999.161031 | 04.11.2016 | Неизвестно  |
| 999.161218 | 20.12.2016 | Неизвестно  |
| 999.161230 | 31.12.2016 | Неизвестно  |
| 999.170124 | 25.01.2017 | Неизвестно  |
| 999.170205 | 06.02.2017 | Неизвестно  |
| 999.170302 | 04.03.2017 | Неизвестно  |
| 999.180607 | 07.06.2018 | 4.16.12     |